# Patria Vieja
La Patria Vieja es el nombre historiográfico que se le otorga al período en la historia de Chile comprendido entre la instalación de la primera Junta Gubernativa de 1810 y la disolución del estado independiente chileno tras la batalla de Rancagua en 1814. Durante este tiempo, en el contexto de la ocupación francesa de la Península Ibérica, Chile experimentó un grado significativo de autonomía y autogobierno.
Estos cambios, impulsados por la facción conocida como patriota exaltada, no se realizaron sin la oposición de los realistas, que defendían la unión con la metrópoli. En el ámbito político, fue también fundamental la presencia y actuar del bando moderado, que buscaba una situación intermedia.
Tras la proclamación de Fernando VII al trono español por las Cortes de Cádiz, el virrey del Perú reaccionó a las reformas chilenas enviando tropas expedicionarias y bloqueando los puertos de Chile, lo que desató un estado de guerra civil que marcó el inicio de la Guerra de la Independencia de Chile. Posteriormente, durante la restauración absolutista de Fernando VII, las tropas del Ejército Real de Chile llevaron a cabo la reconquista del territorio chileno. Sin embargo, en 1817, emergió la Patria Nueva, impulsada por las campañas del Ejército de los Andes. Este período representó el inicio del proceso de independencia definitiva, durante el cual el nuevo estado chileno logró su separación total del Imperio español.
Algunos actores importantes de este periodo fueron los hermanos Carrera y Bernardo O'Higgins, por el bando exaltado, Agustín de Eyzaguirre y José Miguel Infante, de la facción moderada, así como los generales realistas Antonio Pareja y Mariano Osorio.

## Historia
En 1808, Fernando VII, rey de España, abdicó en Bayona, lo que significó la posterior llegada de José I Bonaparte, hermano mayor de Napoleón Bonaparte, al trono peninsular. Esto causó que en las Indias españolas se conformasen juntas de gobierno locales con el objetivo de gobernar las provincias españolas en nombre del rey legítimo hasta su regreso.
Chile no fue la excepción. La Patria Vieja se inició con la instalación de la Primera Junta de Gobierno el 18 de septiembre de 1810 (presidida por Mateo de Toro y Zambrano, gobernador de Chile) que, si bien se levantó para reafirmar la lealtad al Rey Fernando VII ante su captura, poco a poco surgieron posturas más radicales que promovieron una independencia absoluta.
El 4 de julio de 1811 se formó el Congreso Nacional, pero meses después, el 4 de septiembre, José Miguel Carrera dio un golpe de Estado con el fin de que se conformara un nuevo Congreso, con una postura más radical frente al proceso independentista. El golpe tuvo éxito y fueron expulsados del congreso los diputados realistas. Con esto, el bando independentista o patriota aceleró las reformas que sentaron el objetivo claro de un país independiente.

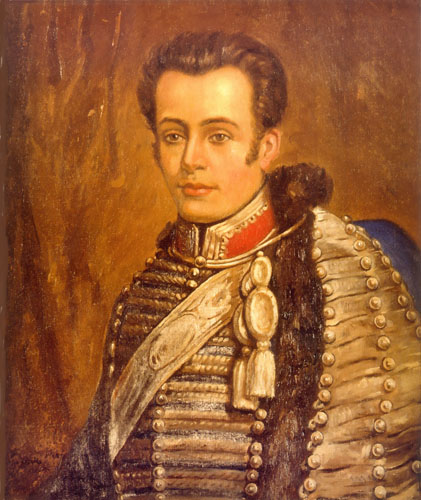
José Miguel Carrera.

En esta circunstancia, el Virrey del Perú, Fernando de Abascal, inició una campaña de contrarrevolución para someter a los insurgentes, enviando fuerzas militares a la Capitanía General de Chile. La ofensiva realista estuvo a cargo del brigadier Antonio Pareja, quien zarpó de El Callao en enero de 1813 acompañado de algunos oficiales y soldados, con destino a Chiloé y Valdivia. Allí reclutó unos dos mil hombres, con quienes se embarcó a Concepción para enfrentar a las fuerzas patriotas. Luego de desembarcar en las cercanías de Talcahuano, entraron a Concepción logrando aumentar su contingente militar para enseguida encaminarse rumbo al norte, a la ciudad de Santiago. Mientras tanto, las fuerzas patriotas lideradas por José Miguel Carrera se dirigieron hacia el sur, por lo que ambos bandos se encontraron en las cercanías de Linares, en lo que sería el primer enfrentamiento de la guerra, conocido como batalla de Yerbas Buenas. Frente al triunfo realista, ambos bandos se volvieron a enfrentar en la batalla de San Carlos, en que las fuerzas patriotas vencieron, logrando el repliegue del ejército realista a la ciudad de Chillán. Tras el sitio de Chillán impuesto por Carrera, los españoles consiguieron debilitar a los patriotas, quienes evitaron la derrota gracias a la intervención del coronel Bernardo O'Higgins en el Roble y a una grave enfermedad de Pareja, que obligó a los realistas a retroceder hasta Concepción.

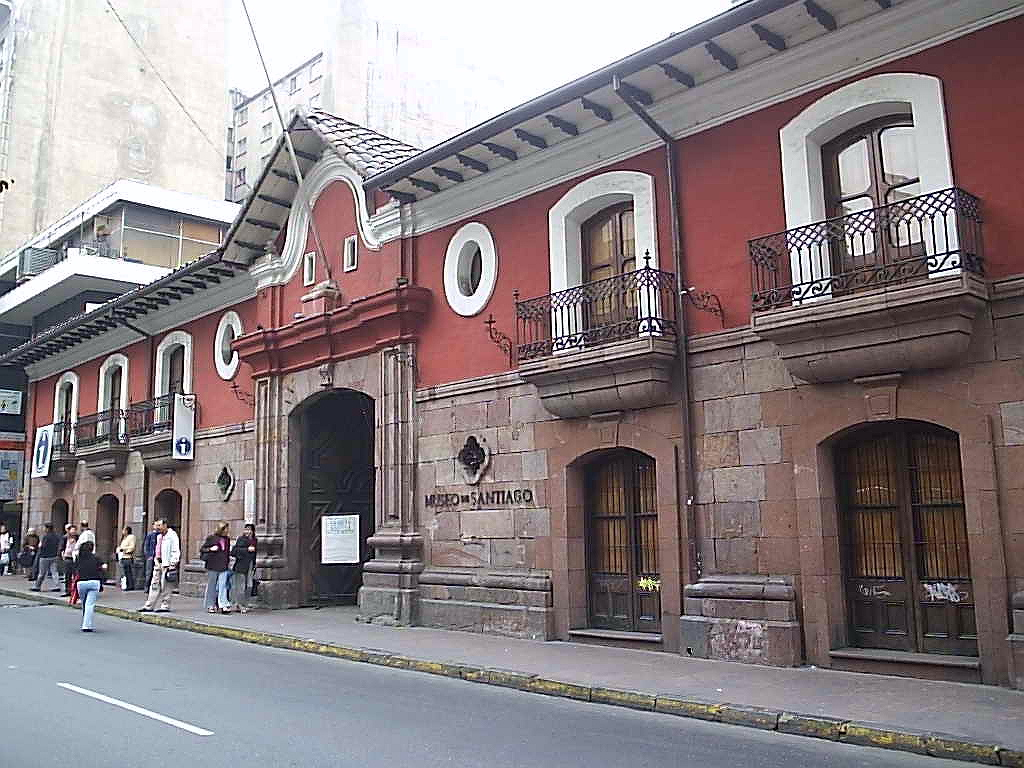
La Casa Colorada, residencia del Gobernador Mateo de Toro y Zambrano (Actual Museo de Santiago.

Tras la muerte de Antonio Pareja, y luego de sucederlo Juan Francisco Sánchez, el virrey Abascal envió un nuevo contingente desde el Perú en enero de 1814, bajo la comandancia del brigadier Gabino Gaínza. Este desembarcó en Concepción y retomó el avance hacia Santiago, pero fue detenido cerca de Talca por acciones combinadas de O'Higgins y el general Juan Mackenna. En esa instancia, ambos bandos suscribieron el 3 de mayo de 1814 el tratado de Lircay. Este indicaba el reconocimiento de la autoridad de Fernando VII conjunto con el gobierno provisional de Chile, el cese de las hostilidades entre ambos ejércitos, la devolución total de los prisioneros de la guerra y el derecho al gobierno provisional a enviar diputados a las Cortes de Cádiz, entre otras cosas.
Sin embargo, el pacto no se llevó a cabo en la práctica y solo proporcionó una instancia de tregua momentánea, la que fue rápidamente rechazada por el Virrey Abascal, quien comisionó al general Mariano Osorio para reiniciar las acciones. Osorio llegó a Concepción en agosto de 1814 y desde allí inició un nuevo avance hacia el norte, derrotó al ejército patriota en la batalla conocida como el Desastre de Rancagua y ocupó Santiago sin oposición, dando inicio al periodo conocido como reconquista española, cuando las instituciones y el orden previo a 1810 fueron restaurados.

## Autoridades gubernamentales durante la Patria Vieja
| Gobiernos durante la Patria Vieja                                   | Gobiernos durante la Patria Vieja | Gobiernos durante la Patria Vieja |
| Gobierno                                                            | Inicio                            | Final                             |
| ------------------------------------------------------------------- | --------------------------------- | --------------------------------- |
| Junta Gubernativa                                                   | 18 de septiembre de 1810          | 4 de julio de 1811                |
| Congreso Nacional de Gobierno                                       | 4 de julio de 1811                | 11 de agosto de 1811              |
| Autoridad Ejecutiva Provisoria                                      | 11 de agosto de 1811              | 4 de septiembre de 1811           |
| Primer golpe de Carrera                                             |                                   |                                   |
| Tribunal Ejecutivo                                                  | 4 de septiembre de 1811           | 16 de noviembre de 1811           |
| Segundo golpe de Carrera                                            |                                   |                                   |
| Junta Provisional de Gobierno                                       | 16 de noviembre de 1811           | 13 de diciembre de 1811           |
| Autoridad Suprema Provisional                                       | 13 de diciembre de 1811           | 8 de enero de 1812                |
| Junta Provisional de Gobierno                                       | 8 de enero de 1812                | 3 de noviembre de 1812            |
| Entra en vigencia el Reglamento Constitucional Provisorio de 1812   |                                   |                                   |
| Junta Superior Gubernativa                                          | 3 de noviembre de 1812            | 7 de marzo de 1814                |
| Entra en vigencia el Reglamento para el Gobierno Provisorio de 1814 |                                   |                                   |
| Directores supremos                                                 | 7 de marzo de 1814                | 23 de julio de 1814               |
| Deposición de Lastra por Carrera                                    |                                   |                                   |
| Junta de Gobierno                                                   | 23 de julio de 1814               | 2 de octubre de 1814              |

## Línea de tiempo

### 1810
- 18 de septiembre: Reunidos alrededor de 200 vecinos notables en el edificio del Consulado de Santiago, y tras la entrega del poder público por parte del Conde de la Conquista don Mateo de Toro y Zambrano, se aprueba por aclamación el establecimiento de la Primera Junta de Gobierno de Chile. Elegidos sus integrantes, estos juran obediencia y fidelidad al rey Fernando VII, por cuanto su constitución se sustenta en cautelar la legitimidad del monarca español ante la usurpación de la Corona española por parte de Napoleón Bonaparte.
- 2 de octubre: La Junta comunica su instalación a las demás Juntas de Gobierno de España y América.
- 14 de noviembre: La Junta decreta la creación de fuerzas junto al servicio militar
- 22 de noviembre: Juan Martínez de Rozas llega a Santiago y toma la dirección de la Junta.
- 15 de diciembre: Se convocan a elecciones para el primer Congreso Nacional. El reglamento electoral que definió los mecanismos de la elección fue la primera normativa electoral escrita por chilenos, fuera de la voluntad de la metrópoli española. Redactado por Juan Martínez de Rozas, la Junta de Gobierno le da su aprobación y sello de ley el 15 de diciembre de 1810.

### 1811
- 21 de febrero: Por un decreto sancionado por la Junta, se declara la libertad de comercio. Desde esta fecha en adelante, los puertos de Valdivia, Talcahuano, Valparaíso y Coquimbo quedan abiertos al comercio libre de las potencias extranjeras, amigas y aliadas de España y también de las neutrales, acabando así con el antiguo monopolio de la península sobre las Indias.
- 1 de abril: Ocurre el Motín de Figueroa.
- 30 de abril: Los Diputados de las Provincias se incorporaron como miembros de la Junta de Gobierno, quedando esta convertida en un Directorio de cerca de 30 miembros.
- 6 de mayo: Elecciones del Primer Congreso Nacional. En esta primera elección de diputados obtiene la mayoría el bando moderado con el apoyo de los realistas, quienes buscan detener a los patriotas radicales.
- 9 de mayo: Formación del Directorio Ejecutivo. Una vez electos, la totalidad de diputados se integran a la Junta de Gobierno que asume el poder hasta la instalación del Legislativo.
- 4 de julio: Apertura del primer Congreso en Santiago. Lo integran diputados, propietarios y suplentes. Juan Antonio Ovalle es electo como su presidente.
- 5 de julio: El Congreso Nacional celebra su primera sesión ordinaria. Concurren a la reunión miembros del clero, del ejército y de la administración central quienes prestan juramento de obediencia. Se acuerda de que el presidente del Congreso recibirá el tratamiento de Excelencia y los honores de capitán general de provincia. El resto de los miembros del Congreso serán tratados Alteza recibiendo los honores correspondientes a capitán general de ejército.
- 6 de agosto: El capitán de la marina inglesa Fleming llega a Chile con el encargo del Consejo de Regencia español de pedir fondos para la manutención de la guerra en España contra Napoleón. El partido radical, entre estos el diputado Bernardo O'Higgins, se opone resueltamente a entregar el dinero. Finalmente, el Congreso se niega a entregarlos, alegando falta de fondos.
- 10 de agosto: Elección de la primera Junta Ejecutiva del Congreso. La mayoría del Congreso elige a tres diputados para hacerse cargo del gobierno ejecutivo del país: Martín Calvo Encalada, Juan José Aldunate y Francisco Javier del Solar.
- 2 de septiembre: Se aprueba el Reglamento del Primer Congreso Nacional, documento que norma las sesiones de los diputados en el Congreso.
- 4 de septiembre: Golpe de Estado dirigido por los Hermanos Carrera. Se disuelve el Congreso y los diputados realistas son cesados de sus cargos.
- 5 de septiembre: Cabildo abierto en Concepción. Instalación y jura de la Junta Gubernativa de Concepción.
- 20 de septiembre: Abren al público las sesiones del Congreso. Tras la elección de los patriotas radicales Joaquín Larraín y Manuel Antonio Recabarren a la presidencia y vicepresidencia del Congreso, se instituye abrir las puertas de la sala de sesiones a todo público que desease escucharlas.
- 15 de noviembre: Segundo Golpe de Estado de José Miguel Carrera. Este asume el poder total.
- 2 de diciembre: Con un nuevo golpe de Estado, y tras un intento de asesinato contra él y su familia, José Miguel Carrera disuelve el Congreso Nacional.

### 1812
- 13 de febrero: Aparición del primer número de la Aurora de Chile, por Fray Camilo Henríquez.
- 8 de julio: Juan Miguel Benavente derriba a Juan Martínez de Rozas en Concepción.
- 11 de julio: Joel Roberts Poinsett, agente especial de los Estados Unidos, redacta un proyecto de constitución que muestra a Carrera.
- 1 de septiembre: Tras el ataque de su hermano Juan José, José Miguel Carrera renuncia a su puesto de vocal en la junta
- 3 de octubre: Ignacio de la Carrera reemplaza el puesto de su hijo José Miguel en la Junta.
- 26 de octubre: Se sanciona el Reglamento Constitucional Provisorio, de 27 artículos.
- 27 de noviembre: Rozas es desterrado y se dirige a Mendoza.
- 12 de diciembre: Zarpa Antonio Pareja desde el Callao con 50 hombres y dinero para financiar una campaña militar.

### 1813

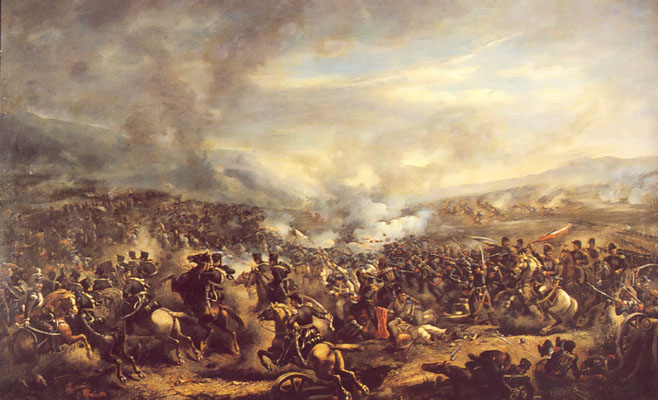
Batalla de El Roble.

- 18 de enero: Pareja arriba a San Carlos (Ancud) y forma una fuerza de unos 2000 hombres de Chiloé y Valdivia.
- 27 de marzo: La expedición de Pareja desembarca en Talcahuano.
- 29 de marzo: Las fuerzas realistas entran en Concepción.
- 31 de marzo: Se nombra a Carrera brigadier y jefe del ejército.
- 1 de abril: Carrera parte hacia Talca para enfrentar a los realistas.
- 17 de abril: Primer número de El Monitor Araucano.
- 27 de abril: Se produce la Sorpresa de Yerbas Buenas, que termina en una retirada de las fuerzas patriotas.
- 15 de junio: Se adoptan oficialmente la bandera y el escudo de la Patria Vieja como bandera y escudo nacionales.
- 23 de junio: Se decreta la libertad de prensa.
- 3-5 de agosto: Sitio de Chillán.
- 7 de agosto: Aparece el primer número de El Semanario Republicano.
- 10 de agosto: Apertura del Instituto Nacional.
- 15 de octubre: La Junta de Gobierno se traslada a Talca.
- 16-17 de octubre: Batalla de El Roble.
- 2 de noviembre: El gobierno destituye del mando del ejército a Carrera y se lo entrega a Bernardo O'Higgins.

### 1814

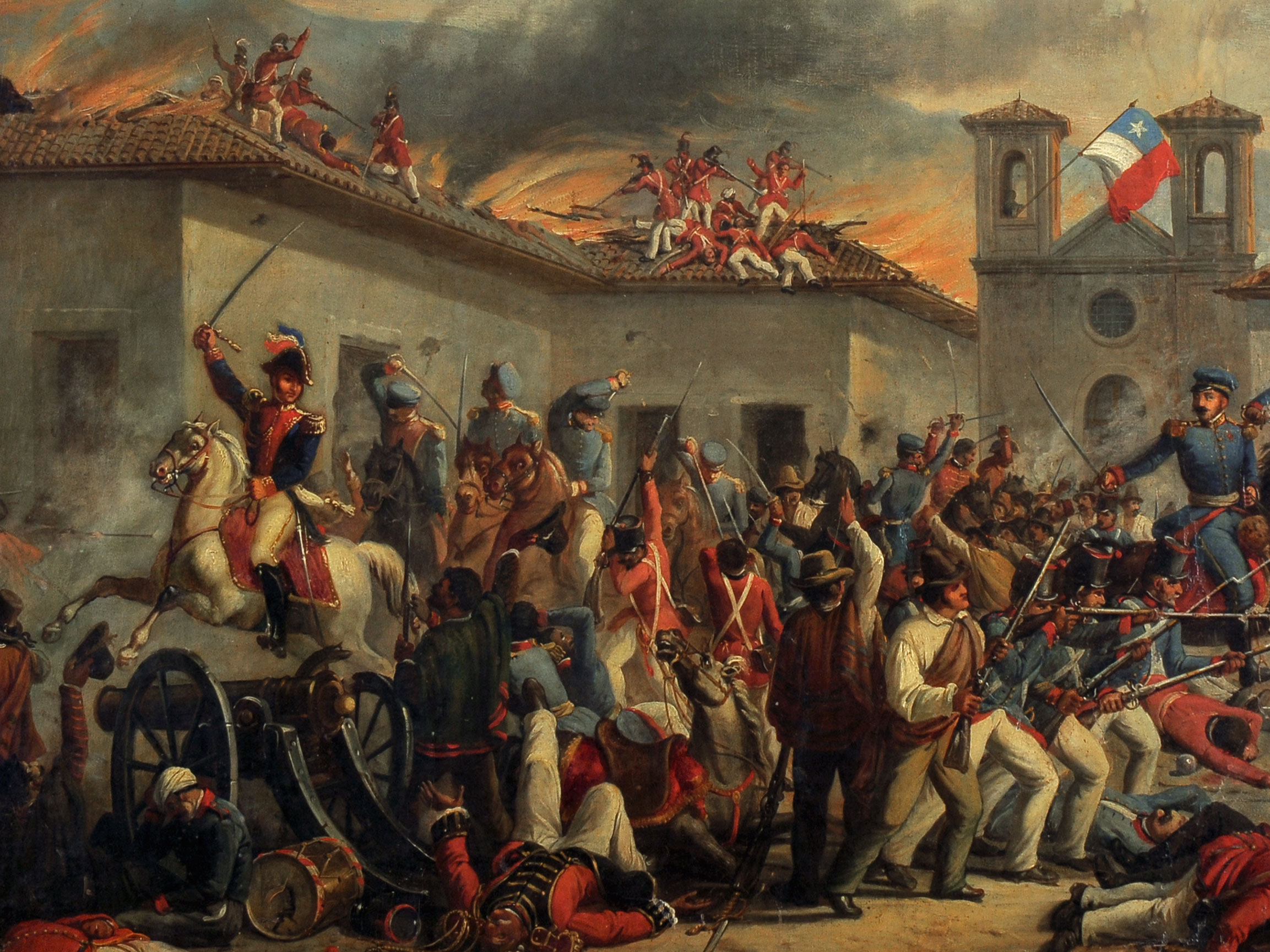
Batalla de Rancagua.

- 1 de enero: La expedición de Gabino Gaínza zarpa desde el Callao.
- 31 de enero: Llega a Chile la nueva expedición realista.
- 1 de febrero: Carrera reconoce a O'Higgins como comandante en jefe.
- 17 de febrero: Se dicta el Reglamento para el Gobierno Provisorio.
- 4 de marzo: El coronel Carlos Spano muere defendiendo Talca de los ataques realistas. (Toma de Talca).
- 6 de marzo: José Miguel Carrera es capturado por los realistas.
- 7 de marzo: Francisco de la Lastra es elegido Director Supremo.
- 19 de marzo: Combate de Quilo.
- 20 de marzo: Combate de Membrillar.
- 8 de abril; Combate de Quechereguas.
- 3 de mayo: Se firma el Tratado de Lircay, que provee una tregua temporal.
- 12 de mayo: Fuga de los hermanos Carrera de las manos realistas.
- 19 de julio: El virrey Abascal rechaza el Tratado de Lircay y envía una nueva expedición realista al mando de Mariano Osorio.
- 23 de julio: José Miguel Carrera realiza un nuevo golpe de Estado retomando el poder.
- 12 de agosto: Desembarco de Osorio en Talcahuano.
- 18 de agosto: Llegada de Osorio a Chillán.
- 26 de agosto: Combate de Las Tres Acequias, entre fuerzas patriotas que aceptan o rechazan el mando de Carrera, siendo una derrota aplastante para Bernardo O'Higgins.
- 9 de septiembre: Carrera es designado nuevamente jefe del ejército.
- 1-2 de octubre: Batalla de Rancagua, fin definitivo de la Patria Vieja.